# Crack (Passwortüberprüfungsprogramm)
Crack ist ein Programm, das zum Erraten von Passwörtern auf Unix und UNIX ähnlichen Systemen verwendet wird. Es wurde von Alec Muffett 1991 geschrieben und liegt heute in der Version 5.0 vor.
Crack verwendet eine im Verzeichnis /etc enthaltene passwd-Datei, in der normalerweise die Passwörter verschlüsselt enthalten waren. Crack errät die Passwörter und sucht nach Loginnamen, die ein schwaches Passwort verwenden. Dabei können auch Wörterbücher eingesetzt werden, um z. B. Wörter aus bestimmten Themengebieten zu verwenden (Wörterbuchangriff).
Dieser Angriff kann dadurch erfolgen, da für die Loginshell die Datei passwd auslesbar sein muss.
Da auf den meisten UNIX-Systemen heute Passwort-Shadowing eingesetzt wird, hat dieses Programm an Wirkung in diesem Bereich eingebüßt, da die shadow-Datei nicht für alle Benutzer lesbar ist und damit nicht kopiert werden kann.
Die shadow-Datei liegt ebenfalls in /etc, kann aber von der Loginshell nicht ausgelesen werden, da die entsprechenden Rechte nicht bestehen. Das Shadowing wird durch eine Suite von Programmen möglich gemacht, die das zum Benutzernamen gehörige Passwort aus der shadow-Datei lesen und es an die Loginshell übergeben. Dadurch wird die Sicherheit beim Login erhöht.
Programme wie Crack werden auch von Administratoren eingesetzt, um beim Ändern von Benutzerpasswörtern schwache Passwörter zu vermeiden. Dabei läuft dieses Programm im Hintergrund und überprüft die neu eingegebenen Passwörter, also ob sie z. B. in einem Wörterbuch auftauchen. Sollte dies der Fall sein, so wird die Eingabe eines anderen Passwortes verlangt.